# District de Jeungpyeong
Le district de Jeungpyeong est un district de la province du Chungcheong du Nord, en Corée du Sud.